# 永康里 (堡里)
永康里，是台灣南部自明鄭時期至清治時期的一個行政區劃，其範圍約為今台南市的北區東部、東區東北部及永康區中部。
永康里為1664年（南明永曆十八年）明鄭時期始設的四坊二十四里之一，其西邊為承天府，西北邊及北邊為武定里，東邊為廣儲里、長興里，南邊為仁德里、仁和里。
乾隆28年余文儀《續修臺灣府志》卷二記載，永康里下有「中樓仔街」、「春牛埔街」。:卷二街市
永康里後來分拆為永康上中里、永康下里。